# Свети Архангел Михаил (Автокоманда)
Вижте пояснителната страница за други значения на Свети Архангел Михаил.
„Свети Архангел Михаил“ (на македонска литературна норма: „Свети Архангел Михаил“) е православна църква в скопския квартал Автокоманда, Северна Македония. Църквата е под управлението на Скопската епархия на Македонската православна църква – Охридска архиепсикопия.
Църквата е изградена на основите на по-стар храм в 1927 година. Изписана е в 1932 година и е осветена в следващата 1933 година. Храмът е издигнат след премахването на гробове на сръбски войници, загинали в Първата световна война, чиито тела са пренесени в костницата.
В 2006 година са обновени външните части. Храмът е забележителен с оригиналния скъп и труден за изработка мраморен иконостас, много рядък за църквите в страната. Ценен е и релефът на Свети Архангел над входната врата на храма. Край църквата е малкият параклис „Покров Богородичен“, който е от средата на XVIII век, и в който има смятан за чудотворен извор. В 1995 година е изградена и осветена малка църковна кръстилница, посветена на светите безсребреници и чудотворци Козма и Дамян. Край църквата са английските военни гробища от Първата световна война.
Български войници (около 240) са погребани и в общата сръбска костница в гробищата.